# Left Alone (album)
Albums de Left Alone
Dead American Radio
Left Alone est le troisième album du groupe californien Left Alone enregistré en 2009. Continuant leur savant mélange de street punk, ska et de musique country, le groupe mélange toujours anglais et espagnole, transpirant de leurs origines mexicaines.

## Liste des chansons
1. Spiked With Pain - 2:41
2. Branded - 2:36
3. Sad Story - 2:55
4. Bottles Of Wine - 3:32
5. Porcelain - 2:20
6. Bombs Away - 2:58
7. Brindle - 2:04
8. Intermission - 0:46
9. Self Made - 1:07
10. Whishing well - 2:30
11. Empty - 2:50
12. Low Fidelity - 2:18
13. Do The Depression - 1:35
14. Something For Nothing - 3:07
15. Get Dead ! - 2:06

## Membre du groupe
- Elvis Cortez - chant, guitare
- Nick Danger - basse
- Corba Kiel - batterie